# Richard Wydeville

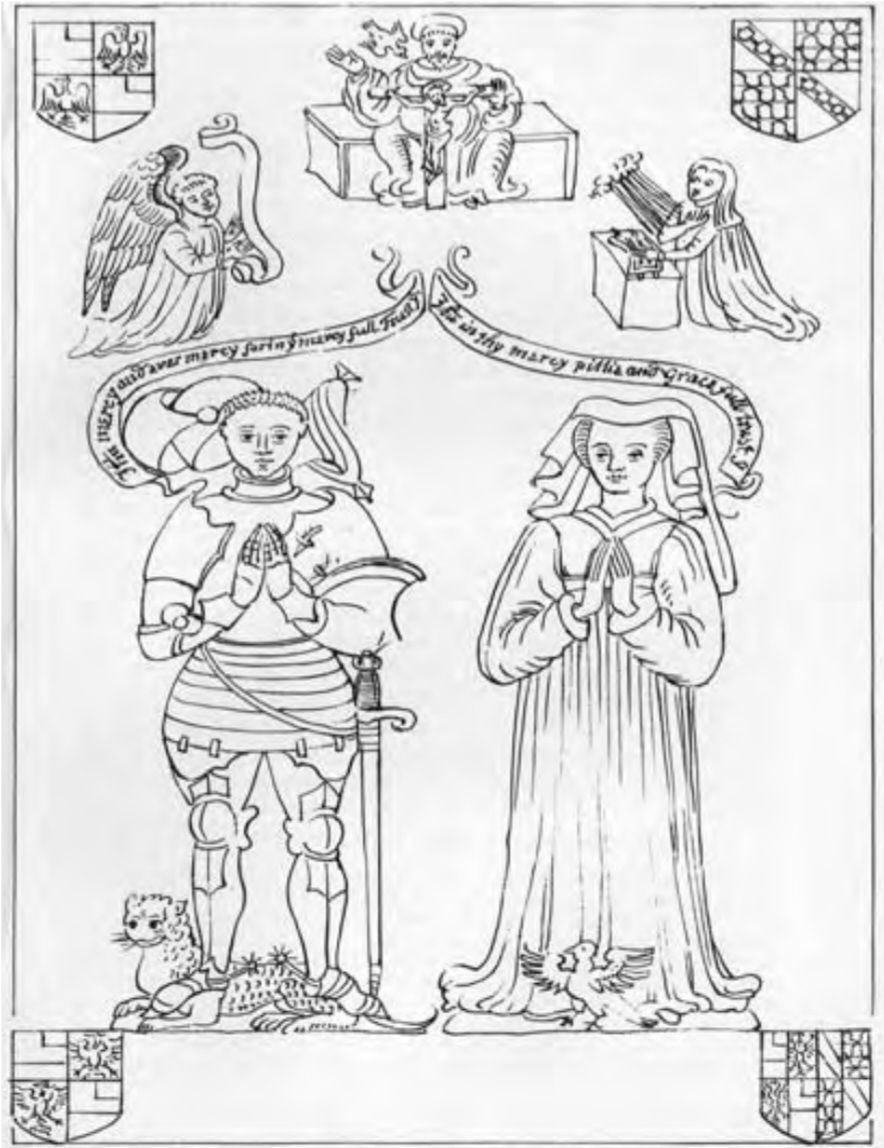
Richard Wydeville und seine Frau Joan Bedlisgate (15. Jahrhundert)

Richard Wydeville (auch Wydville oder Woodville; * um 1385; † um 1441) war ein englischer Militär und Politiker.

## Herkunft und Jugend
Wydeville war ein Sohn von John Wydeville und dessen zweiten Frau Isabel, der Witwe von Robert Passelow. Als jüngerer Sohn einer Familie der Gentry aus Northamptonshire wuchs er angeblich zusammen mit dem späteren König Heinrich V. auf.

## Leben
Von 1405 bis 1406 war er Sheriff von Northamptonshire.  Während des Hundertjährigen Kriegs gehörte er 1411 unter dem Kommando von Thomas of Lancaster zur Garnison von Guînes in Nordfrankreich. Während der Feldzüge von 1415 und 1417 in Frankreich diente er als Captain und nahm an der Schlacht von Agincourt teil. Bis 1435 diente er fast ständig in Frankreich und kam nur während kurzer Missionen zurück nach England, beispielsweise 1425, als er Constable of the Tower wurde. 1418 übergab ihm König Heinrich V. die Herrschaften Préaux und Dangu in der Normandie. 1420 wurde er Seneschall der Normandie, Kämmerer des Duke of Bedford, des englischen Regenten in Frankreich, und 1423 dessen Schatzmeister. Damit gehörte er dem Rat des Regenten in Frankreich an. 1427 und 1435 war er als Lieutenant Kommandant von Calais.
1433 war er als Knight of the Shire für Kent Abgeordneter im House of Commons. Nachdem sein Halbbruder Thomas Wydeville um 1435 ohne Nachkommen gestorben war, kehrte Wydeville nach England zurück. Sein Bruder hatte ihm Grafton Regis in Northamptonshire sowie das Manor La Mote bei Maidstone in Kent vermacht, während die anderen Besitzungen an Thomas Schwestern bzw. deren Erben fielen. Wydeville wurde Constable von Rochester Castle und 1437 erneut Sheriff von Northamptonshire.

## Familie und Nachkommen
Er heiratete Joan Bedlisgate. Seine Tochter Joan heiratete William Haute, einen Landadligen aus Kent, sein Sohn Richard wurde sein Erbe. Er wurde in der All Saints Church in Maidstone begraben.